# Freelancers
Freelancers (v anglickém originále Freelancers) je americký akční film z roku 2012. Režisérem filmu je Jessy Terrero. Hlavní role ve filmu ztvárnili 50 Cent, Forest Whitaker, Robert De Niro, Matt Gerald a Beau Garrett.

## Obsazení
| 50 Cent         | Jonas Maldonado |
| Forest Whitaker | Dennis Lurue    |
| Robert De Niro  | Joe Sarcone     |
| Matt Gerald     | Billy Morrison  |
| Beau Garrett    | Joey            |
| Malcolm Goodwin | A.D. Valburn    |
| Robert Wisdom   | Terrence Burke  |
| Dana Delany     | Lydia Vecchio   |
| Vinnie Jones    | Sully           |